# Wixárikaroute langs heiligdommen naar Wirikuta (Tatehuarí Huajuyé)
De Wixárikaroute langs heiligdommen naar Wirikuta, ook gekend als de Tatehuarí Huajuyé is een pelgrimsroute in Mexico. Het Huichol-volk, ook gekend als Wixárika (uitgesproken als wirrarika), levend in het westen van Mexico, houdt nog vast aan hun tradities. Dit wordt geïllustreerd door meerdere pelgrimsroutes, die zich uitstrekken over vele honderden kilometers, waarbij onderweg tientallen heilige plaatsen worden bezocht. De routes volgen de oude pre-Spaanse handelsroutes tussen de Golf van Mexico en de Stille Oceaan. Een van de belangrijkste van deze routes, naar Huiricuta of Wirikuta, staat als zodanig bekend om zijn historisch belang voor het behoud van de Huichol-cultuur en de enorme proliferatie van pelgrims die de route volgen. Omdat de Huichol geen geschreven taal hebben, heeft de bedevaart het extra belang om de bevolking van Huichol met elkaar te verbinden en kennis van cultuur te verspreiden en culturele praktijken te versterken.
De Huichol-pelgrimsroute is een werelderfgoed samengesteld uit twintig culturele erfgoedsites, verspreid over meer dan 500 km in vijf staten in het noorden van centraal Mexico. Deze "vlecht van paden" verbindt heilige landschappen die centraal staan in de spirituele en culturele praktijken van de inheemse volkeren van Wixárika. Beginnend in de Huichol Sierra, leidt de route naar Wirikuta in de Chihuahuawoestijn, met extra heilige plaatsen in Nayarit en Durango. De route doorkruist verschillende ecologische regio's en ondersteunt rituelen die verband houden met voorouderlijke goden, landbouw en het welzijn van de gemeenschap. Bekend als "Tatehuarí Huajuyé" of het pad van ons grootvadervuur, belichaamt het een diepe spirituele en ecologische betekenis.
Het parkoers van de pelgrimroutes met een aantal heilige plaatsen werd op 6 december 2004 toegevoegd aan de voorlopige lijst van UNESCO Werelderfgoed, voorgedragen in de categorie gemengd (d.i. zowel cultureel als natuurerfgoed). De sites met omliggende bufferzones, voor een totale oppervlakte van 6.493,87 km², werd in juli 2025 tijdens de 47e sessie van de Commissie voor het Werelderfgoed in Parijs erkend als UNESCO cultureel werelderfgoed en onder de titel "Wixárikaroute langs heiligdommen naar Wirikuta (Tatehuarí Huajuyé)" aan de werelderfgoedlijst toegevoegd. Bij de erkenning werd dus enkel de culturele component behouden, op basis van de UNESCO criteria iii en vi.

## Erkende sites
| ID       | Naam & Locatie           | Coördinaten                     | Beschermde oppervlakte | Oppervlakte bufferzone |
| -------- | ------------------------ | ------------------------------- | ---------------------- | ---------------------- |
| 1704-001 | Tuapurie                 | 22° 15′ 6″ NB, 104° 6′ 3″ WL    | 56.639,69 ha           | 97.240,39 ha           |
| 1704-002 | Cuyetsarie               | 22° 23′ 38″ NB, 103° 35′ 38″ WL | 9.160,62 ha            | 31.301,98 ha           |
| 1704-003 | Xurahue Muyaca           | 22° 35′ 52″ NB, 103° 16′ 49″ WL | 29.063,01 ha           | 85.515,86 ha           |
| 1704-004 | Cupuri Mutiu             | 22° 38′ 48″ NB, 102° 57′ 60″ WL | 3,67 ha                | 139,64 ha              |
| 1704-005 | Cacai Mutijé             | 22° 42′ 23″ NB, 102° 46′ 51″ WL | 604,55 ha              | 3.272,44 ha            |
| 1704-006 | Macuipa                  | 22° 45′ 14″ NB, 102° 34′ 58″ WL | 26,01 ha               | 46,65 ha               |
| 1704-007 | Tatei Nihuetucame        | 22° 46′ 37″ NB, 102° 33′ 37″ WL | 44,9 ha                | 121,04 ha              |
| 1704-008 | Huahuatsari              | 22° 47′ 51″ NB, 101° 53′ 39″ WL | 128,83 ha              | 3.726,69 ha            |
| 1704-009 | Cuhixu Uheni             | 22° 50′ 6″ NB, 101° 53′ 17″ WL  | 139,05 ha              | 3.726,69 ha            |
| 1704-010 | Tatei Matiniere          | 22° 53′ 54″ NB, 101° 41′ 5″ WL  | 14,34 ha               | 289.602,84 ha          |
| 1704-011 | Nihuetaritsié            | 22° 50′ 58″ NB, 101° 37′ 24″ WL | 1.227,38 ha            | 289.602,84 ha          |
| 1704-012 | Natsitacua               | 22° 58′ 39″ NB, 101° 31′ 23″ WL | 162,18 ha              | 289.602,84 ha          |
| 1704-013 | Uxa Tequipa              | 23° 4′ 47″ NB, 101° 27′ 16″ WL  | 1.121,84 ha            | 289.602,84 ha          |
| 1704-014 | Tuy Mayau                | 23° 7′ 51″ NB, 101° 22′ 25″ WL  | 111,09 ha              | 289.602,84 ha          |
| 1704-015 | Huacuri Quitenie         | 23° 19′ 8″ NB, 101° 11′ 17″ WL  | 922,69 ha              | 289.602,84 ha          |
| 1704-016 | Huiricuta: Mucuyahue     | 23° 32′ 26″ NB, 101° 6′ 25″ WL  | 23.030,42 ha           | 289.602,84 ha          |
| 1704-017 | Huirjcuta: Raunax        | 23° 39′ 47″ NB, 100° 54′ 22″ WL | 2.982,82 ha            | 289.602,84 ha          |
| 1704-018 | Huiricuta: Mawa Yaritsié | 23° 30′ 24″ NB, 100° 52′ 41″ WL | 9.625,26 ha            | 289.602,84 ha          |
| 1704-019 | Tatei Jaramara           | 21° 32′ 15″ NB, 105° 17′ 60″ WL | 352,29 ha              | 1.505,52 ha            |
| 1704-020 | Cerro Gordo              | 23° 12′ 22″ NB, 104° 56′ 38″ WL | 60 ha                  | 1.493,13 ha            |